# Kirche der Mutter Gottes von der immerwährenden Hilfe (Parys)
Die Kirche der Mutter Gottes von der immerwährenden Hilfe in Parys (deutsch Paaris) ist ein Bauwerk aus dem zu Ende gehenden 14. Jahrhundert und war von der Reformation bis 1945 evangelische Pfarrkirche für das Kirchspiel Paaris in Ostpreußen. Heute ist sie als römisch-katholisches Gotteshaus eine Filialkirche der Pfarrei Korsze (deutsch Korschen) in der polnischen Woiwodschaft Ermland-Masuren.

## Geographische Lage
Parys liegt nördlich der Stadt Korsze im mittleren Norden der Woiwodschaft Ermland-Masuren. Durch das Dorf verläuft die Woiwodschaftsstraße 590. Die nächste Bahnstation ist Korsze.
Der Standort der Kirche befindet sich im Dorf südlich der Hauptstraße.

## Kirchengebäude

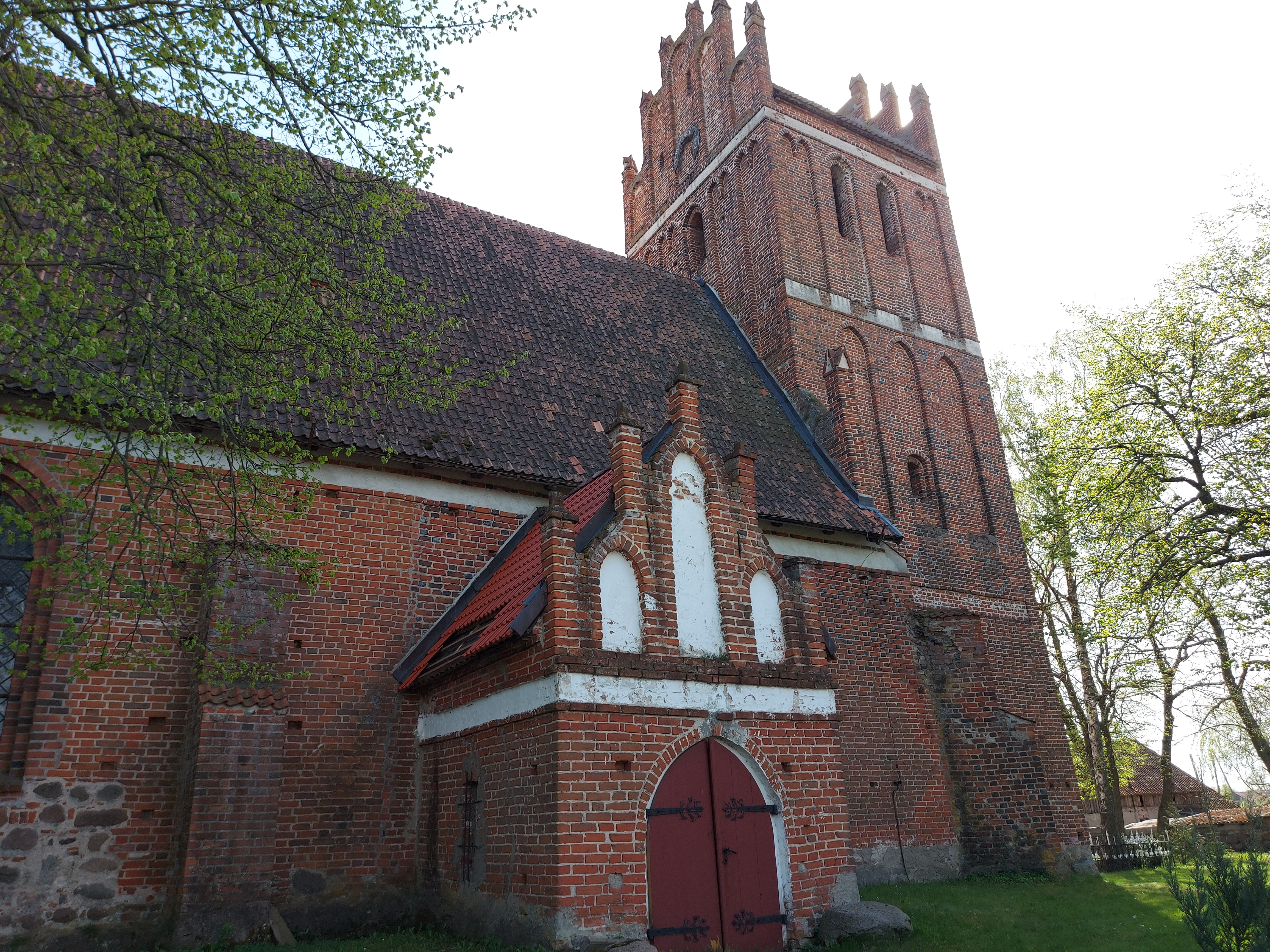
Die Kirche in Paaris (2022)

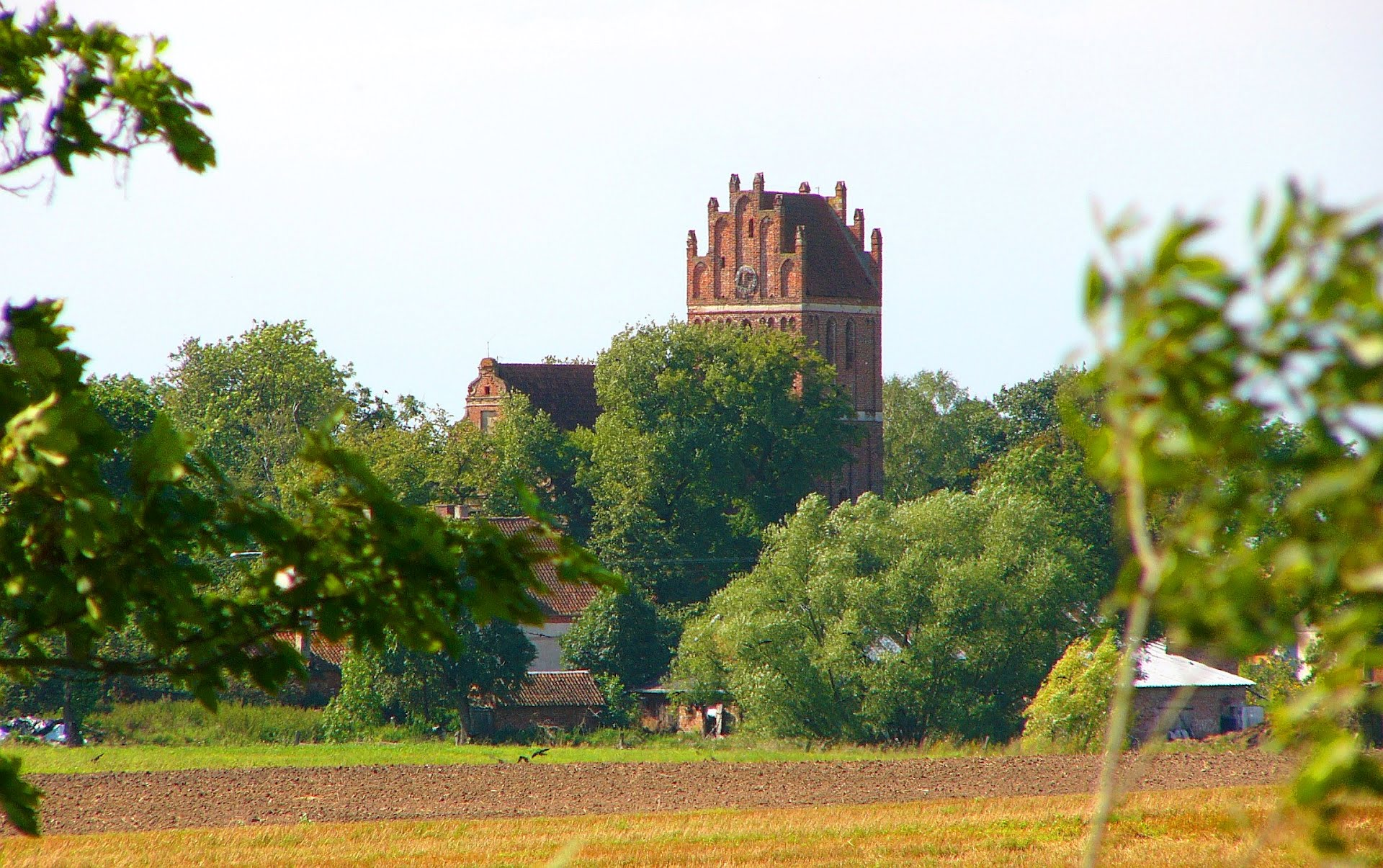
Der aus Bäumen hervorragende Kirchturm

Bei der Kirche in Parys handelt es sich um einen rechteckigen Backsteinbau auf Feldsteinfundament. Er wurde in zwei Abschnitten errichtet: um 1370/1380 der Westteil und 1400 der Ostteil. Der 30 Meter hohe Turm mit den Staffelgiebeln und dem spitzbogigen, abgetreppten Eingangsportal wurde erst nachträglich – wohl im 15. Jahrhundert – vorgesetzt.
Der Ostgiebel wurde 1599 durch Formen im Zeitgeschmack ersetzt, wobei der ursprüngliche Fries noch erkennbar ist. Seine jetzige Gestalt erhielt er bei einem Umbau 1706. An der Nordseite der Kirche sind eine Vorhalle und die Sakristei angebaut.
Der mit Holz flachgedeckte Innenraum wurde im 19. Jahrhundert renoviert. Der Altar stammt aus dem Jahre 1703. Der Altaraufsatz ist die letzte urkundlich beglaubigte Arbeit des Isaak Riga aus Königsberg (Preußen). Er ist einfacher als die meisten seiner Werke gestaltet: im Hauptgeschoss ein Kruzifix, darüber Gottvater aus den Wolken ragend, als Bekrönung das Lamm und der segnende Heiland. An den Seiten die Evangelisten und Engel. Bei der Kanzel handelt es sich um einfaches Schnitzwerk.
Im Jahre 1785 baute Adam Gottlob Casparini aus Königsberg eine Orgel ein. Sie wurde 1899 durch ein Werk von Bruno Goebel, ebenfalls aus Königsberg, ersetzt. Das Geläut der Kirche bestand aus zwei in den Jahren 1605 und 1733 gegossenen Glocken.
Die Kirche überstand den Zweiten Weltkrieg fast unbeschadet. In den Folgejahren wurde sie von einem evangelischen in ein katholisches Gotteshaus umfunktioniert. Als Filialkirche der Pfarrei in Korsze ist sie der „Mutter Gottes von der immerwährenden Hilfe“ gewidmet.

## Kirchengemeinde

### Evangelisch

#### Kirchengeschichte
Die Kirche in Parys ist vorreformatorischen Ursprungs. Mit der Einführung der Reformation in Ostpreußen wurde sie evangelisch. Von 1543 bis 1618 versah der Pfarrer von Paaris auch noch die Kirche Groß Wolfsdorf (heute polnisch Wilkowo Wielkie). Anfangs zur Inspektion Rastenburg zugehörig war das Kirchspiel Paaris dann bis 1945 in den Kirchenkreis Rastenburg (polnisch Kętrzyn) in der Kirchenprovinz Ostpreußen der Kirche der Altpreußischen Union eingegliedert. Im Jahre 1925 zählte das Kirchspiel 1273 Gemeindeglieder. Das Kirchenpatronat oblag den staatlichen Behörden, die zu Beginn des 20. Jahrhunderts die Zuständigkeit des Königs ablösten.
Flucht und Vertreibung der einheimischen Bevölkerung zwischen 1945 und 1950 setzten der evangelischen Kirchengemeinde in Paaris ein Ende. Heute in Parys lebende evangelische Kirchenglieder sind in die Pfarrei in Kętrzyn eingegliedert, die zur Diözese Masuren der Evangelisch-Augsburgischen Kirche in Polen gehört.

#### Kirchspielorte
Zum Kirchspiel Paaris gehörten außer dem Pfarrort Paaris vor 1945:
| Deutscher Name    | Polnischer Name |  | Deutscher Name | Polnischer Name |
| ----------------- | --------------- |  | -------------- | --------------- |
| Groß Bogslack     | Bogusławki      |  | Paarishof      | Parysek         |
| * Groß Winkeldorf | Wiklewo         |  | * Seeligenfeld | Błogoszewo      |
| Klein Winkeldorf  | Wiklewko        |  | Waldriede      | Olszynka        |

#### Pfarrer
Bis 1945 amtierten an der Kirche Paaris als evangelische Geistliche die Pfarrer:
- Michael Eusebius, bis 1541
- Daniel Maaß, 1543–1548
- Briccius Lehmann
- Johann Deseritius, 1550–1556
- NN., ab 1556
- Theobald Axt, 1558–1561
- Jacob Ritter, 1561–1564
- Peter Schacht, ab 1564
- Jacob Eichler, 1569–1588
- Nicolaus Rhodius, 1588–1617
- Peter Gottber, ab 1618
- Johann Gottberg, bis 1680
- Georg Thilo, 1680–1730
- Johann Gottfried Rakau, 1715–1739
- Michael Andreas Schiemann, 1739–1770
- Andreas Albert Czerniczki, 1771–1816
- Ernst Wilhelm Bethke, 1817–1818
- Christian Grünheyd, 1818–1823
- Georg Carl Fleischer, 1823–1830
- Georg Ludwig Steinwender, 1830–1846
- Carl Ludwig Wessel, 1846–1861
- Hermann Künstler, 1861–1867
- Johann Rudolf Em. Lingenberg, 1868–1875
- Louis Emil Eugen Press, 1875–1880
- Gustav Adolf R. Kaehler, 1881–1883
- J.F. Emil Mertens, 1884–1896
- Ernst Bruno Max Reck, 1896–1900
- Gottfried Ferdinand Schenk, 1901–1928
- Karl Friedrich Wilhelm Gaser, 1934–1936
- Gerhard Spellmeier, 1938–1945

### Katholisch
Die zahlenmäßig wenigen katholischen Einwohner von Paaris waren 1860 in die Pfarrei Rößel (polnisch Reszel), 1872 in die Pfarrei Rastenburg und 1904 bis 1945 in die Pfarrei Korschen eingegliedert worden. Sie gehörten zum damaligen Bistum Ermland. In den Kriegsfolgejahren kamen zahlreiche polnische Neubürger nach Parys, die fast ausnahmslos katholischer Konfession waren. Sie reklamierten das bisher evangelische Gotteshaus für sich. Es ist heute Filialkirche der Pfarrei Korsze im Dekanat Reszel im jetzigen Erzbistum Ermland.